# Hubert von Luschka

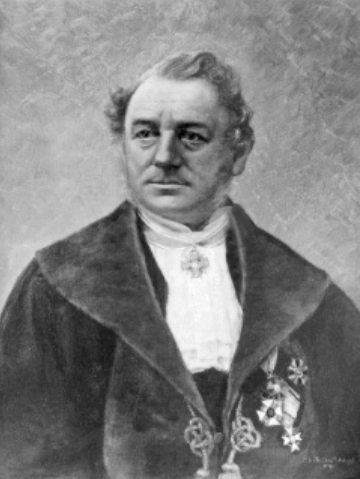
Hubert von Luschka auf einem Gemälde in der Tübinger Professorengalerie

Hubert von Luschka (* 27. Juli 1820 in Konstanz; † 1. März 1875 in Tübingen) war ein deutscher Anatom.

## Leben
Hubert von Luschka befasste sich zunächst mit Pharmazie und machte eine Ausbildung zum Apotheker. Ab 1841 studierte er an der Albert-Ludwigs-Universität Freiburg, 1843/44 an der Ruprecht-Karls-Universität Heidelberg Medizin. Das Staatsexamen bestand er 1844 in Karlsruhe. seine Praxiszeit absolvierte er in Meersburg. 1845 wurde er in Freiburg promoviert. Im Jahr 1853 wurde er in die Deutsche Akademie der Naturforscher Leopoldina gewählt. Er absolvierte eine Assistenz bei Louis Stromeyer und  unternahm Forschungsreisen nach Paris, Venedig und Norditalien. Als Arzt war er in seiner Heimatstadt Konstanz tätig. 1849 erhielt er einen Ruf als Prosektor und außerordentlicher Professor für Anatomie an die Eberhard Karls Universität Tübingen. Als Nachfolger von Friedrich Arnold (1803–1890), der nach Heidelberg wechselte, wurde er 1852 Professor für Anatomie und Pathologie. Er kam 1855 auf den Lehrstuhl für Pathologie und wurde Direktor des Instituts für Anatomie. Er blieb in dieser Stellung bis zu seinem Tode. Sein Nachfolger wurde Wilhelm Henke.

## Wirken
Luschka war einer der renommiertesten Anatomen des 19. Jahrhunderts. Er forschte über fast alle Bereiche des menschlichen Körpers und veröffentlichte zahlreiche wissenschaftliche Arbeiten. Hubert von Luschka veröffentlicht 1862 bis 1869 bei H. Laupp’schen Buchhandlung in Heidelberg eine mit zahlreichen Holzschnitten sehr aufwendig gestaltete Anatomie des Menschen in Rücksicht auf die Bedürfnisse der praktischen Heilkunde.
Seinen Namen tragen heute noch einige anatomische Strukturen, z. B. ein Abfluss einer Hirnkammer sowie der Luschka’sche Gang. Luschka beschrieb erstmals die Polyposis des Grimmdarms und 1858 die Steißdrüse (das Glomus coccygeum an der Spitze des Steißbeins).

## Schriften
- Entwicklungsgeschichte der Formbestandtheile des Eiters und der Granulationen. Dissertation Freiburg, 1845.
- Die Nerven in der harten Hirnhaut. Tübingen, 1850.
- Die Nerven des menschlichen Wirbelcanals. Tübingen, 1850.
- Die Structur der serösen Häute des Menschen. Tübingen, 1851.
- Der Nervus phrenicus des Menschen. Tübingen, 1853.
- Die Adergeflechte des menschlichen Gehirns. Berlin, 1855.
- Die Brustorgane des Menschen in ihrer Lage. Tübingen, 1857.
- Die Halbgelenke des menschlichen Körpers. Berlin, 1858.
- Der Herzbeutel und die Fascia endothoracica. Denkschriften der kaiserlichen Akademie der Wissenschaften in Wien, 1859.
- Die Blutgefässe der Klappen des menschlichen Herzens. Denkschriften der kaiserlichen Akademie der Wissenschaften in Wien, 1859.
- Der Hirnanhang und die Steißdrüse des Menschen. Berlin, 1860.
- Die Muskulatur am Boden des weiblichen Beckens. Denkschriften der kaiserlichen Akademie der Wissenschaften in Wien, 1861.
- Ueber polypöse Vegetationen der gesammten Dickdarmschleimhaut. Virchows Archiv für pathologische Anatomie und Physiologie und für klinische Medizin, Berlin, 1861, 20: 133–142.
- Die Anatomie des Menschen in Rücksicht auf die Bedürfnisse der praktischen Heilkunde bearbeitet. 3 Bde., Tübingen, 1862–1867.
- Die Anatomie des menschlichen Bauches/Die Anatomie des menschlichen Beckens. Laupp, Tübingen 1863–1864.
- Die Anatomie des menschlichen Halses/Die Anatomie der Brust des Menschen. Laupp, Tübingen 1862–1863.
- Die Venen des menschlichen Halses. Denkschriften der kaiserlichen Akademie der Wissenschaften in Wien, 1862.
- Der Schlundkopf des Menschen. Denkschriften der kaiserlichen Akademie der Wissenschaften in Wien, 1868.
- Die Lage der Bauchorgane des Menschen. 1873.
- Der Kehlkopf des Menschen. Laupp, Tübingen, 1871.